# Постоловский, Дмитрий Симонович
Дмитрий Симонович Постоловский (24 октября 1876, Воронеж, Российская империя — 29 мая 1948, Москва, Советский Союз) — участник революционного движения в Российской империи, член ЦК РСДРП, юрист.

## Биография
Становится участником социал-демократического кружка в 1895, будучи студентом Петербургского университета. В 1900 арестован, и выслан в Уфимскую губернию. С 1901 до 1903 являлся членом Уральского союза социал-демократов и социалистов-революционеров. После II съезда РСДРП в 1903 становится большевиком. В том же году является членом Кавказского союзного и Тбилисского комитетов РСДРП. С 1904 находился на партийной работе в Вильнюсе, Петербурге, Воронеже. С 1905 был представителем ЦК РСДРП в Совете партии. Стал делегатом III съезда РСДРП в 1905 от Северо-Западного комитета, избран членом ЦК. Был официальным представителем ЦК РСДРП в исполкоме Петербургского совета. Неоднократно арестовывался Охранным отделением. В 1908‒1910 от партийной деятельности отошёл. После Февральской революции работал в юридическом комиссариате Петроградском совете рабочих и солдатских депутатов, а после Октябрьской революции в Государственной комиссии законодательных предположений при СНК РСФСР. Затем продолжил работать на юридической работе в советских учреждениях. С 1932 становится персональным пенсионером.